# Буковсько (Сисак)
Буковсько (хорв. Bukovsko) — населений пункт у Хорватії, у Сисацько-Мославинській жупанії у складі міста Сисак, виокремлене з Прелощиці у 2003 році.

## Населення
Населення за даними перепису 2011 року становило 89 осіб.

## Клімат
Середня річна температура становить 10,99 °C, середня максимальна – 25,76 °C, а середня мінімальна – -6,30 °C. Середня річна кількість опадів – 920 мм.
| Клімат поселення                              | Клімат поселення | Клімат поселення | Клімат поселення | Клімат поселення | Клімат поселення | Клімат поселення | Клімат поселення | Клімат поселення | Клімат поселення | Клімат поселення | Клімат поселення | Клімат поселення | Клімат поселення |
| Показник                                      | Січ.             | Лют.             | Бер.             | Квіт.            | Трав.            | Черв.            | Лип.             | Серп.            | Вер.             | Жовт.            | Лист.            | Груд.            |                  |
| Середній максимум, °C                         | 6,64             | 8,92             | 13,46            | 17,92            | 22,56            | 25,76            | 24,91            | 24,11            | 20,46            | 15,25            | 9,86             | 5,45             |                  |
| Середня температура, °C                       | 0,16             | 2,46             | 7,00             | 11,44            | 16,10            | 19,29            | 20,80            | 20,02            | 16,37            | 11,16            | 5,77             | 1,35             |                  |
| Середній мінімум, °C                          | −6,3             | −4               | 0,52             | 4,99             | 9,64             | 12,82            | 16,70            | 15,91            | 12,27            | 7,06             | 1,68             | −2,74            |                  |
| Норма опадів, мм                              | 57               | 54               | 63               | 75               | 81               | 91               | 82               | 85               | 83               | 86               | 92               | 71               |                  |
| Середньомісячна швидкість вітру, м/с          | 1.74             | 1.94             | 2.36             | 2.20             | 2.05             | 1.90             | 1.82             | 1.70             | 1.70             | 1.70             | 1.80             | 1.80             |                  |
| Середньомісячна сонячна радіація, кДж/м²·день | 4249             | 7053             | 10751            | 15237            | 19501            | 21660            | 22709            | 19684            | 14550            | 8945             | 4734             | 3469             |                  |
| --------------------------------------------- | ---------------- | ---------------- | ---------------- | ---------------- | ---------------- | ---------------- | ---------------- | ---------------- | ---------------- | ---------------- | ---------------- | ---------------- | ---------------- |
| Джерело:                                      |                  |                  |                  |                  |                  |                  |                  |                  |                  |                  |                  |                  |                  |